# 헤이즐 잉글리시
헤이즐 잉글리시(Hazel English, 1990년 11월 27일 ~ )는 오스트레일리아의 싱어송라이터이다.

## 음반 목록

### 정규 음반
- Just Give In/Never Going Home (2017)
- Wake UP! (2020)

### EP
- Never Going Home (2016)